# Emmerich Bjelik

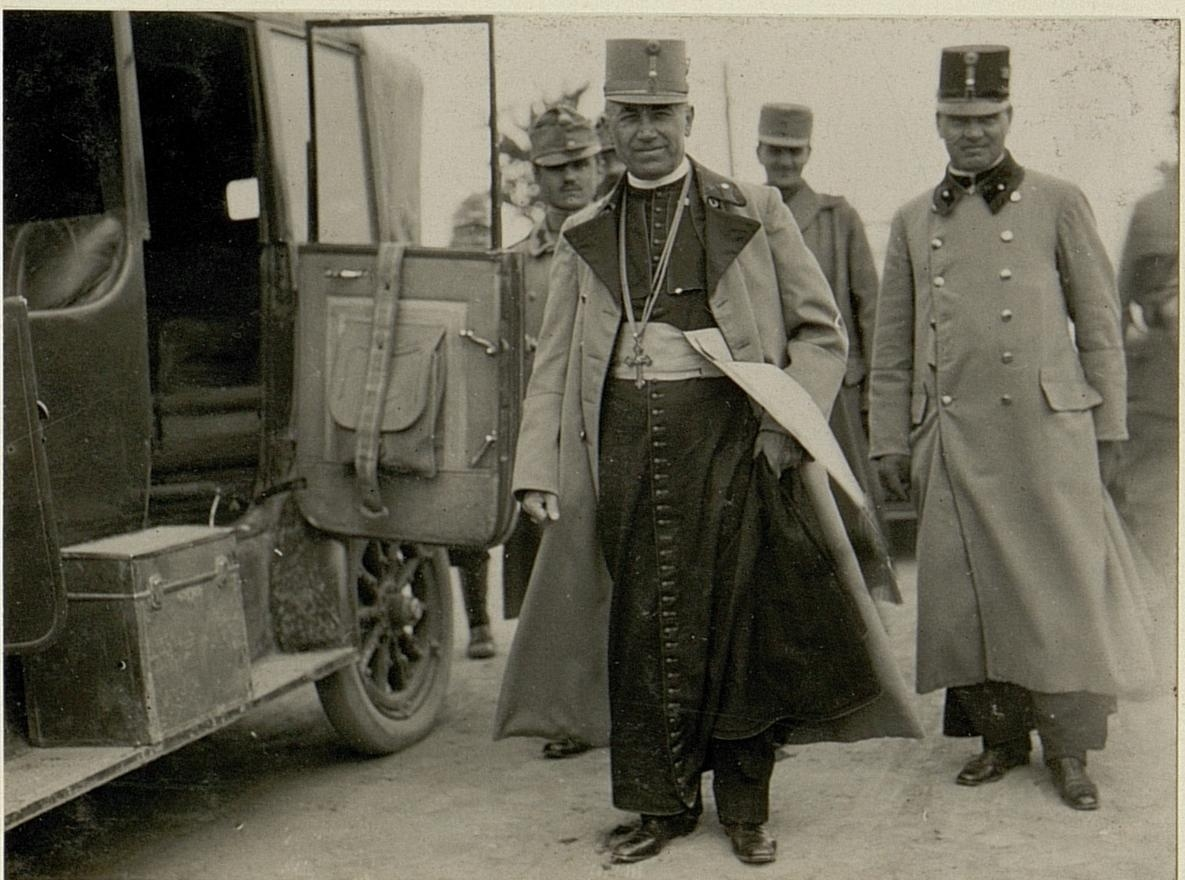
Bischof Emmerich Bjelik bei einem seiner häufigen Frontbesuche, 1916, K.u.k. Kriegspressequartier, Lichtbildstelle – Wien

Emmerich Bjelik (auch: Emerich Bielik bzw. Imre Bjelik; * 22. Juli oder 24. Juli 1860 in Ilava; † 9. Mai 1927 in Großwardein (heute: Oradea)) war römisch-katholischer Titularbischof von Thasus und von 1911 bis 1918 apostolischer Feldvikar für Österreich-Ungarn.
Emmerich Bjelik wurde 1883 zum Priester geweiht und war Militärkaplan der Reserve. Ab 1888 als aktiver Militärkaplan tätig, wurde er zum Feldkonsistorialdirektor befördert und 1911 schließlich zum Feldvikar für Österreich-Ungarn und Domherr von Großwardein ernannt. Am 22. Februar 1913 wurde er auf das Titularbistum Thasus geweiht (Konsekrator: Bischof Coloman Belopotoczky). Nach dem Tod Bischofs Széchenyi (1921) war Bjelik apostolischer Administrator des Bistums Großwardein (heute: Oradea Mare).

## Ausgewählte Literatur
- Geschichte der K.u.K. Militär-Seelsorge und des Apostolischen Feld-Vicariates: über Auftrag Seiner Bischöflichen Gnaden des Hochwürdigsten Herrn Apostolischen Feld-Vicars Dr. Coloman Belopotoczky / von Emerich Bielik, K.u.K. Feld-Consistorial-Sekretär, geh. Kämmerer S. päpstl. Heiligk., Ritter des Franz Joseph-Ordens. – Wien: Im Selbstverlage des Apostolischen Feld-Vicariates, 1901
- Handbuch für die k.u.k. katholische Militärgeistlichkeit: über Auftrag Seiner Bischöflichen Gnaden des Hochwürdigsten Herrn Apostolischen Feld-Vicars Dr. Coloman Belopotoczky / von Emerich Bielik, K.u.K. Feld-Consistorial-Sekretär, geh. Kämmerer S. päpstl. Heiligk., Ritter des Franz Joseph-Ordens. – Wien: Im Selbstverlage des Apostolischen Feld-Vicariates, 1905
- Pastoralblatt für die k. und k. katholische Militär- und Marinegeistlichkeit, Wien: Verlag des K. u. K. apostolischen Feldvikariates, 1905–1917